# Carlarius parkii
Espèce
Statut de conservation UICN

 LC  : Préoccupation mineure
Carlarius parkii est une espèce de poissons siluriformes marins et d'eau saumâtre de la famille des Ariidae, décrit à l'origine sous le nom d’Arius parkii.

## Description et caractéristiques
La description originale d’Arius parkii est la suivante (traduction depuis l'anglais à l'aide d'un logiciel d'aide à la traduction) :

« La hauteur du corps est contenue cinq fois et demie dans la longueur totale (sans la nageoire caudale), et la longueur de la tête, quatre fois ou quatre fois et un tiers.
La tête est déprimée, plus large que haute, sa plus grande largeur représentant les trois quarts de sa longueur. Le museau est de longueur modérée, obtus, et sa largeur correspond aux trois cinquièmes de celle de l'espace interorbitaire.
L'œil est situé beaucoup plus près de l'extrémité du museau que de celle de l'opercule ; son diamètre représente un sixième de la longueur de la tête et deux septièmes de la largeur de l'espace interorbitaire.
Les dents sur le palais sont villiformes et forment une paire de plaques séparées, de forme irrégulièrement arrondie. Les barbillons maxillaires s'étendent jusqu'à la base, ou au-delà du milieu, de la nageoire pectorale ; les barbillons externes de la mandibule atteignent la base ou le milieu de cette nageoire.
Le sommet de la tête est légèrement granuleux ; le processus occipital est triangulaire, aussi long que large, doté d'une crête médiane aiguë. L'os basal de l'épine dorsale est petit et en forme de croissant.
L'épine dorsale est longue et assez robuste, presque aussi longue ou plus courte que la tête, légèrement dentelée à l'avant et à l'arrière ; la longueur du premier rayon mou dépasse celle de l'épine et de la tête.
La nageoire adipeuse est beaucoup plus courte que la dorsale. La nageoire caudale est profondément fourchue, avec le lobe supérieur plus long, représentant un cinquième de la longueur totale.
L'épine pectorale est aussi robuste et longue que celle de la nageoire dorsale, avec des dentelures sur les deux bords. Les nageoires ventrales sont plus courtes que les pectorales. Les nageoires et les barbillons sont noirs. »

— Günther, A. (1864)

### Habitat et écologie
Cette espèce habite les eaux côtières peu profondes et les estuaires, privilégiant les zones marines et saumâtres. Elle peut atteindre des profondeurs de 50 à 80 m. Les plus grands individus observés mesurent jusqu'à 58 cm, bien que la majorité atteigne 15 cm (au Sénégal). Elle se nourrit de poissons et de crevettes. Les mâles incubent les œufs dans leur bouche et jeûnent pendant cette période. L'espèce croît lentement, et sa mortalité naturelle est probablement très faible. Les épines dentelées des nageoires dorsales et pectorales sont venimeuses et peuvent causer des blessures très douloureuses.
C'est une espèce marine-estuarienne au sens d'Albaret, c'est-à-dire une espèce marine fortement euryhaline abondante dans les milieux estuariens et lagunaires, mais qui ne s'y reproduisent pas. Dans la guilde écologique proposée par Whitfield en 2005 pour les poissons des estuaires d'Afrique centrale et de l'Ouest, C. parkii est un Immigrant marin, espèce de poisson marin qui se reproduit généralement en mer, tandis que les juvéniles et/ou les adultes utilisent largement l'environnement estuarien. Les juvéniles de plusieurs de ces espèces présentent des degrés variés de dépendance aux estuaires en tant que zones de nurserie.

## Répartition

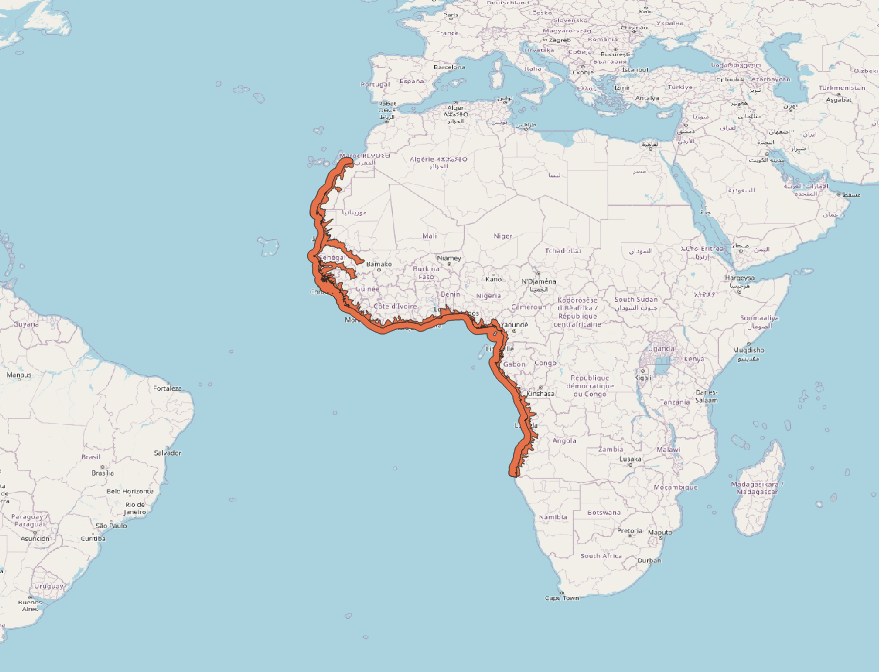
Aire de répartition de C. parkii d'après l'UICN (2025).

Cette espèce est présente dans l'Atlantique Centre-Est et est couramment capturée dans les eaux côtières de Cap Blanc (Mauritanie) jusqu'en Angola, à des profondeurs de 50 à 80 mètres, pénétrant également dans les estuaires et les eaux douces des rivières. Elle est trouvée de manière sporadique au Sahara occidental et au Maroc. D'après ECoF, l'espèce serait également présente en Méditerranée orientale.

## Systématique
L'espèce a été décrite à l'origine en tant que Arius parkii par Günther en 1864. À la suite de la révision de la famille des Ariidae intervenue en 2007, le nom valide complet (avec auteur) de ce taxon est Carlarius parkii (Günther, 1864).
Carlarius parkii a pour synonymes :
- Arius capellonis Steindachner, 1867
- Arius granulatus Peters, 1868
- Arius parkii Günther, 1864
- Tachysurus capellonis (Steindachner, 1867)
- Tachysurus capellonsis (Steindachner, 1867)
- Tachysurus gambensis (Bowdich, 1825)

## Étymologie
Le nom générique, Carlarius, est la combinaison de Carl, qui rend hommage à l'ichtyologue américain Carl J. Ferraris (d), chercheur associé à l'Académie des sciences de Californie, et de Arius, le genre type de la famille des Ariidae. D'après cette même source, parkii est un patronyme dont l'origine exacte n'est pas identifiée et ne peut être déduite à partir des informations disponibles. Étant donné que le lectotype a été collecté à l'embouchure du fleuve Niger au Nigeria, il pourrait s'agir d'un hommage à l'explorateur écossais Mungo Park (1771–1806), premier Européen à explorer la partie centrale de ce fleuve.

## Publication originale
- Günther, A. (1864). Catalogue of the fishes in the British Museum. Catalogue of the Physostomi, containing the families Siluridae, Characinidae, Haplochitonidae, Sternoptychidae, Scopelidae, Stomiatidae in the collection of the British Museum. v. 5: i-xxii + 1-455[6].